# Madsen-DISA
Pour les articles homonymes, voir Madsen.

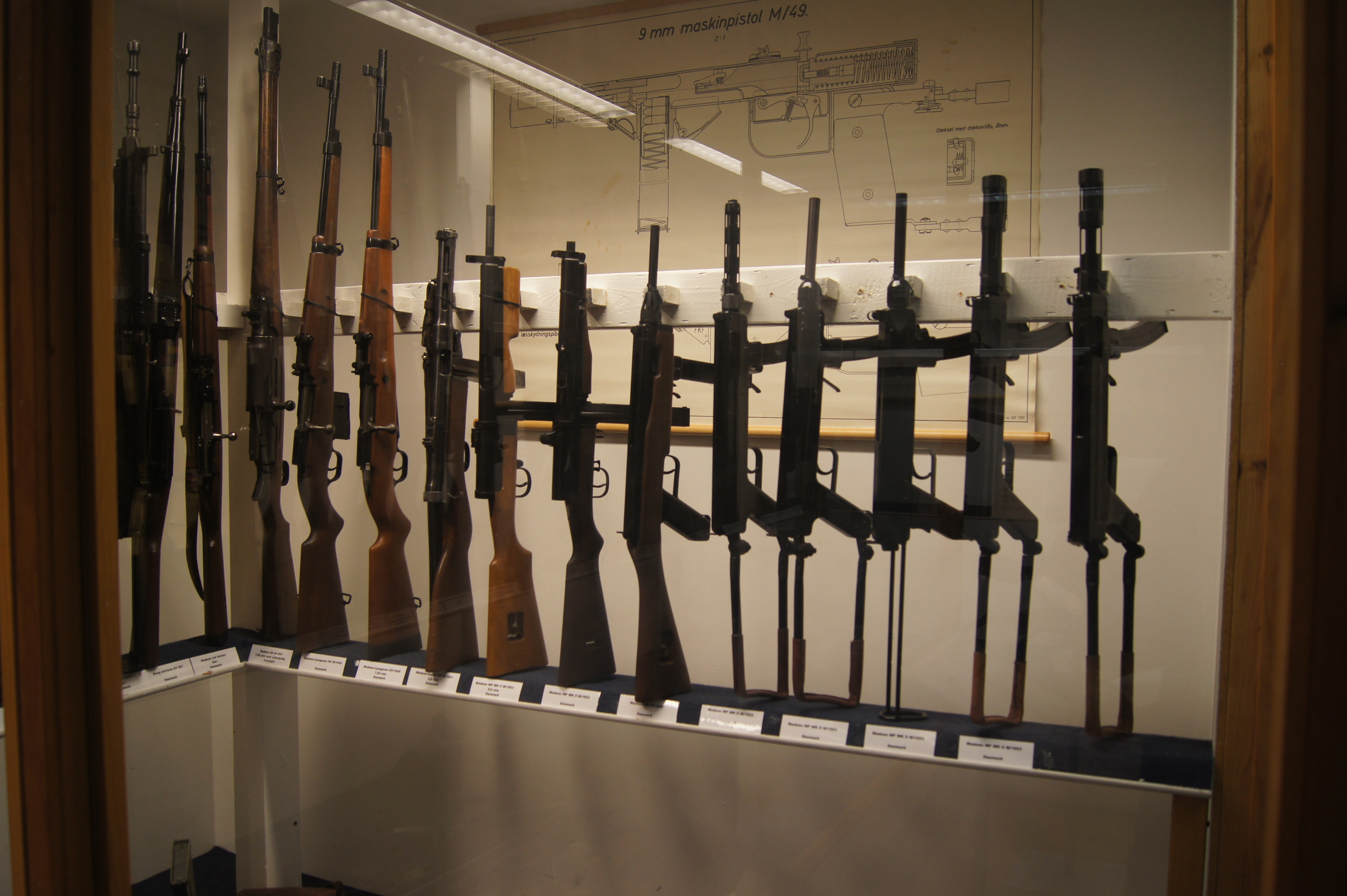
Rack d'armes Madsen, au musée de la défense et de la garnison d'Aalborg.

La fabrique d'arme danoise MADSEN-DISA trouve son origine dans la Compagnie Madsen fondée en 1879 par le capitaine W.H.O Madsen pour exploiter ses brevets en matière d'armes.
Elle a notamment fabriqué le fusil-mitrailleur léger Madsen, utilisé pendant la Première Guerre mondiale et les pistolets-mitrailleurs Madsen M46/M50/M53/Mk2 pour la police danoise.

## Armes
- Madsen LAR